# Eutelia verini
Eutelia verini là một loài bướm đêm trong họ Noctuidae.